# Кулеша Роман Мирославович
Рома́н Миросла́вович Куле́ша — капітан Збройних сил України.

## Життєпис
Народився в Запорізькій області, жив у Херсоні. Навчався на військовій кафедрі в Івано-Франківську, де отримав молодшого лейтенанта. До військкомату прийшов відразу після розстрілу Майдану, без повістки. Там запропонували йти добровольцем. Став командиром взводу.
Працював у нафтогазовій компанії в Києві. Має доньку, яка живе в Кропивницькому.
28 грудня 2016 року отримав квартиру в селищі Білозерка Херсонської області.

## Нагороди
За особистий внесок у зміцнення обороноздатності Української держави, мужність, самовідданість і високий професіоналізм, виявлені під час виконання військового обов'язку, та з нагоди Дня Збройних Сил України нагороджений орденом Богдана Хмельницького III ступеня (2.12.2016).